# Giovanni Colombo
Giovanni Colombo (6 de dezembro de 1902 – 20 de maio de 1992) foi um cardeal italiano da Igreja Católica Romana. Ele serviu como arcebispo de Milão de 1963 a 1979 e foi elevado ao cardeal em 1965.

## Biografia

### Primeiros anos de vida e sacerdócio
Giovanni Colombo nasceu em Caronno Pertusella, Lombardia, o sexto dos sete filhos de Enrico e Luigia (née Millefanti) Colombo. Sua mãe trabalhava como fabricante de camisas e bordadeira. Colombo foi batizado dois dias após seu nascimento, em 8 de dezembro.
Estudando inicialmente com as Irmãs da Imaculada Conceição em Ivrea, freqüentou seminários em Seveso, Monza e Milão (onde obteve o doutorado em teologia em 1926) e recebeu o doutorado em letras da Universidade Católica de Milão em 1932. Recebendo a tonsura clerical em 26 de maio de 1923, Colombo acabou por ser ordenado sacerdote pelo cardeal Eugenio Tosi, OSSCA, em 29 de maio de 1926 na Catedral de Milão. Ele foi então professor de Letras no seminário Seveso em outubro do mesmo ano.
No seminário de Venegono Inferiore, foi professor de italiano (nomeado em outubro de 1931), professor de Eloquência Sagrada (1932-1944) e reitor (2 de agosto de 1939 – 1953). Professor de língua e literatura italiana nas Faculdades de Educação e de Letras e Filosofia da Universidade Católica de Sacro Cuore de Milão, 1937-1939. Colombo foi elevada à categoria de Monsenhor em 7 de Dezembro de 1948, e mais tarde Reitor-Mor dos Seminários de Milão em 23 de julho de 1953. Em 30 de agosto 1954, ele administrou a extrema-unção a Ildefonso Schuster , que seria beatificado em 1991.

### Episcopado
Em 25 de outubro de 1960, Colombo foi nomeado Bispo-auxiliar de Milão e Bispo Titular de Filipópolis na Arábia. Recebeu sua consagração episcopal no dia 7 de dezembro do cardeal Giovanni Battista Montini, com o arcebispo Anacleto Cazzaniga e o bispo Giuseppe Schiavini como co-consagradores. Sentado nas comissões preparatórias conciliares para seminários e universidades, Colombo participou do Concílio Vaticano II (1962-1965), durante o qual ele foi nomeado pelo Papa Paulo VI para sucedê-lo como Arcebispo de Milão em 10 de agosto de 1963. Juntamente com Bernardus Johannes Alfrink, ele ajudou Achille Liénart a entregar uma das mensagens finais do Conselho em 8 de dezembro de 1965.

### Cardinalato e morte
Ele foi criado Cardeal-presbítero de Santos Silvestre e Martinho nos Montes, do Papa Paulo VI no consistório de 22 de fevereiro de 1965, e foi um dos cardeais eleitores que participaram dos conclaves de agosto e outubro de 1978. No último conclave, o doente Cardeal obteve muitos votos como candidato de compromisso entre Giuseppe Siri e Giovanni Benelli, mas afirmou que recusaria o papado no caso de sua eleição e assim Karol Wojtyła foi eleito em seu lugar. Aposentou-se como chefe da assembléia milanesa em 29 de dezembro de 1979.
Colombo morreu em Milão, aos 89 anos. Ele está enterrado sob o pavimento da nave lateral direita em frente ao altar que contém os restos mortais do Beato Cardeal Schuster na Catedral de Milão.

## Ordenações

### Ordenações diaconal
- Roberto Campiotti (1978)

### Ordenações presbíteros
- Roberto Busti (1964)
- Erminio De Scalzi (1964)
- Giovanni Giudici † (1964)
- Attilio Nicora † (1964)
- Diego Coletti (1965)
- Gianfranco Ravasi (1966)
- Luigi Stucchi † (1966)
- Giuseppe Merisi (1971)
- Adelio Dell’Oro (1972)
- Luigi Negri † (1972)
- Franco Maria Giuseppe Agnesi (1974)
- Cesare Pasini (1974)
- Giorgio Bertin, O.F.M. (1975)
- Franco Giulio Brambilla (1975)
- Mario Enrico Delpini (1975)
- Vincenzo Di Mauro (1976)
- Luigi Mistò (1976)
- Luigi Testore (1977)

### Ordenações episcopais
O Cardeal Colombo foi o principal sagrante dos seguintes bispos:
- Carlo Manziana, C.O. † (1964)
- Carlo Colombo † (1964)
- Angelo Pedroni † (1965)
- Teresio Ferraroni † (1967)
- Ferdinando Maggioni † (1967)
- Antonio Silvio Zocchetta, O.F.M. † (1968)
- Enrico Manfredini † (1969)
- Bernardo Citterio † (1969)
- Libero Tresoldi † (1970)
- Giulio Oggioni † (1972)
- Enrico Assi † (1976)
- Giacomo Biffi † (1976)
- Pietro Salvatore Colombo, O.F.M. † (1976)
- Attilio Nicora † (1977)
- Silvio Luoni † (1978)
- Fiorino Tagliaferri † (1978)

E foi consagrante de:
- Luigi Oldani † (1961)
- Giovanni Saldarini † (1984)

## Link Externo
- «COLOMBO, Giovanni». The Cardinals of the Holy Roman Church (em inglês). Consultado em 26 de junho de 2017